# Мбам
Мбам (на френски: Mbam) е река в Централно-западен Камерун.
Мбам извира в планина Адамауа. Влива се отдясно в Санага. Дължината ѝ е 425 km. Площта на водосборния басейн на реката е 42 300 km2. Отток е от 133 до 1900 m3/s и средната речния отток е 710 m3/s.
Основни притоци са: Ким, Нджим и Нун.